# 表睾酮
表睾酮（英語：Epitestosterone）或称为异睾酮，英語：， 17α-睾酮，17α-testosterone，是一种内源性的甾体物质，是雄性性激素睾酮的17α-羟基差向异构体，是一种较弱的雄激素受体（AR）竞争性拮抗剂，是较强的5α还原酶抑制剂。
在结构上，表睾酮与睾酮只有C17碳原子上的羟基的构象不同。表睾酮在体内的形成过程应该与睾酮类似，一项1993年的研究发现约50%的表睾酮由睾丸生成，其形成的确切途径仍然是尚待研究的问题。